# Persone di nome Francisco Javier/Calciatori
| Questa pagina contiene informazioni ricavate automaticamente dalle voci biografiche con l'ausilio del template Bio e di un bot. L'aggiornamento è periodico e automatico e ricostruisce completamente la pagina. Se manca una persona in questa lista, sei pregato di non aggiungerla, ma accertati piuttosto che la sua voce biografica contenga il template Bio e che i dati anagrafici siano correttamente compilati. Se il template Bio manca, inseriscilo tu stesso o, in alternativa, metti l'avviso {{tmp\|Bio}} che ne segnala la mancanza. Se i dati riportati sono sbagliati, correggi direttamente la voce biografica; le modifiche saranno visibili in questa lista entro pochi giorni. Per chiarimenti vedi il progetto biografie. La lista contiene solo le 56 persone che sono citate nell'enciclopedia e per le quali è stato implementato correttamente il template Bio. Pagina aggiornata al 24 mar 2024. |

Questa è una lista di persone presenti nell'enciclopedia che hanno il prenome Francisco Javier e sono calciatori.

## A(4)
- Francisco Acuña, calciatore messicano (Hermosillo, n. 1988)
- Francisco Javier Aguilar, calciatore spagnolo (Santander, n. 1949 - Madrid, † 2020)
- Francisco Alcaraz, ex calciatore e ex giocatore di calcio a 5 paraguaiano (n. 1960)
- Pichu Atienza, calciatore spagnolo (Cañete de las Torres, n. 1990)

## B(1)
- Francisco Bermejo, ex calciatore spagnolo (Badajoz, n. 1955)

## C(7)
- Francisco Calvo, calciatore costaricano (San José, n. 1992)
- Francisco Carabalí, calciatore venezuelano (El Cenizo, n. 1991)
- Javier Casquero, ex calciatore spagnolo (Talavera de la Reina, n. 1976)
- Francisco Castaño, ex calciatore spagnolo (Gijón, n. 1972)
- Javi Chica, ex calciatore spagnolo (Barcellona, n. 1985)
- Francisco Javier Cornago, ex calciatore spagnolo (Madrid, n. 1969)
- Francisco Javier Cruz, ex calciatore messicano (Cedral, n. 1966)

## D(3)
- Fran Delgado, calciatore spagnolo (Écija, n. 2001)
- Javier Dorado, ex calciatore spagnolo (Talavera de la Reina, n. 1977)
- Javier de Pedro, ex calciatore spagnolo (Logroño, n. 1973)

## F(5)
- Francisco Fajardo, calciatore venezuelano (Maracay, n. 1990)
- Francisco Farinós, ex calciatore spagnolo (Valencia, n. 1978)
- Francisco Fernández, calciatore cileno (Santiago del Cile, n. 1975)
- Francisco Javier Flores, ex calciatore messicano (Città del Messico, n. 1994)
- Francisco Flores, calciatore venezuelano (Barquisimeto, n. 1990)

## G(8)
- Francisco Javier García, ex calciatore spagnolo (Murcia, n. 1987)
- Javi Guerrero, ex calciatore e dirigente sportivo spagnolo (Madrid, n. 1976)
- Francisco Javier García Quezada, calciatore paraguaiano (n. 1991)
- Paco Salillas, ex calciatore spagnolo (Alagón, n. 1966)
- Fran González, calciatore spagnolo (Cordova, n. 1989)
- Francisco Javier González Peña, ex calciatore spagnolo (Jerez de la Frontera, n. 1972)
- Francisco Javier González, ex calciatore spagnolo (Ribeira, n. 1969)
- Francis Guerrero, calciatore spagnolo (Coín, n. 1996)

## H(2)
- Javi Hernández, calciatore spagnolo (Salamanca, n. 1989)
- Son, calciatore spagnolo (Siviglia, n. 1994)

## I(3)
- Francisco Ibáñez Campos, calciatore cileno (Santiago del Cile, n. 1986)
- Kiko Insa, ex calciatore spagnolo (Alicante, n. 1981)
- Francisco Javier Iruarrizaga, ex calciatore spagnolo (Areatza, n. 1962)

## L(1)
- Javi Luke, ex calciatore spagnolo (Barakaldo, n. 1968)

## M(5)
- Javi Martos, ex calciatore spagnolo (Alamedilla, n. 1984)
- Xavi Sánchez, ex calciatore andorrano (n. 1982)
- Francisco Meza, calciatore colombiano (Barranquilla, n. 1991)
- Francisco Javier Montero Rubio, calciatore spagnolo (Siviglia, n. 1999)
- Francisco Javier Mori, ex calciatore spagnolo (Cangas de Onís, n. 1970)

## N(1)
- Francisco Nevárez, calciatore messicano (Ciudad Juárez, n. 2000)

## P(5)
- Francisco Javier Peral, ex calciatore spagnolo (Moraleja, n. 1983)
- Francisco Pizarro, ex calciatore cileno (Osorno, n. 1989)
- Francisco Piña, calciatore cileno (San Fernando, n. 1988)
- Francisco Prieto, calciatore cileno (Antofagasta, n. 1983)
- Francisco Villarroya, ex calciatore spagnolo (Saragozza, n. 1966)

## R(2)
- Francisco Javier Reyes, calciatore honduregno (La Ceiba, n. 1990)
- Francisco Rodríguez, ex calciatore messicano (Mazatlán, n. 1981)

## S(2)
- Francisco Javier Sánchez González, ex calciatore messicano (Città del Messico, n. 1973)
- Francisco Sánchez Silva, calciatore cileno (Viña del Mar, n. 1985)

## T(3)
- Francisco Tarantino, ex calciatore spagnolo (Bermeo, n. 1984)
- Francisco Javier Toledo, calciatore honduregno (n. 1959 - San Pedro Sula, † 2006)
- Francisco Javier Torres, ex calciatore messicano (León, n. 1983)

## U(1)
- Javier Urruticoechea, calciatore spagnolo (San Sebastián, n. 1952 - Barcellona, † 2001)

## V(1)
- Javi Navarro, ex calciatore spagnolo (Valencia, n. 1974)

## Y(1)
- Francisco Yeste, ex calciatore spagnolo (Bilbao, n. 1979)

## Á(1)
- Francisco Javier Álvarez Uría, ex calciatore spagnolo (Gijón, n. 1950)